# Лопастехвостые гекконы
Лопастехвостые гекконы (лат. Ptychozoon) — род ящериц из семейства гекконов.

## Описание
Общая длина тела до 20 см. Окраска маскировочная, напоминает покрытую лишайниками потрескавшуюся кору дерева. По бокам головы и туловища и по краям ног расположены плоские выросты кожи, переходящие на хвосте в небольшие округлые лопасти. Будучи распластанными эти выросты в сочетании с защитной окраской делают гекконов совершенно незаметными на стволах деревьев. Между пальцами передних и задних конечностей развиты широкие перепонки. Лопастехвостые гекконы способны совершать довольно длинные планирующие прыжки с ветки на ветку, во время которых складки кожи раскрываются и натягиваются, увеличивая поверхность тела.

## Ареал и места обитания
Лопастехвостые гекконы распространены в Юго-Восточной Азии на полуостровах Индокитай и Малакка, Никобарских и Филиппинских островах, островах Суматра, Калимантан и Ява (Зондский архипелаг). Обитают во влажных тропических лесах.

## Образ жизни и размножение
Ведут исключительно древесный образ жизни, активны ночью. Питаются различными насекомыми. Яйцекладущие животные. Довольно крупные яйца самка приклеивает к коре деревьев или к внутренним стенкам дупел, и спустя 5,0—5,5 месяцев из них вылупляются молодые гекконы.

## Виды
В роде лопастехвостых гекконов (Ptychozoon) 8 видов:
 Ptychozoon horsfieldii — Лопастехвостый геккон Хорсфильда, западная часть полуострова Индокитай, Малайский полуостров, острова Калимантан, Суматра и Ява;
 Ptychozoon intermedium — Средний лопастехвостый геккон, эндемик Филиппинских островов;
 Ptychozoon kaengkrachanense — западная часть полуострова Индокитай и северная Малайского полуострова;
 Ptychozoon kuhli — Индо-малайский лопастехвостый геккон, западная часть полуострова Индокитай и прилегающие районы Индии, Малайский полуостров, Никобарские острова, Калимантан, Суматра, Ява;
 Ptychozoon lionotum — полуостров Индокитай и прилегающие районы Индии, северная часть Малайского полуострова;
 Ptychozoon nicobarensis — эндемик Никобарских островов;
 Ptychozoon rhacophorus — эндемик острова Калимантан;
 Ptychozoon trinotaterra — полуостров Индокитай.